# Carabinieri
Els carabinieri (en italià: Arma dei carabinieri) constitueixen un cos de seguretat de l'Estat italià. Els carabinieri també són una de les quatre forces armades d'Itàlia. És l'homòleg italià de la Gendarmeria francesa i de la Guàrdia Civil espanyola; així doncs, té estatus de policia, però amb titularitat militar.
En cas d'emergència, hom es pot posar en contacte amb el cos simplement marcant en qualsevol telèfon fix o mòbil el número 112 (sense càrrec).

## Història
Fundat el 1814 com a Corpo dei reali carabinieri (Cos de Carrabiners Reials), fou una idea original de Víctor Manuel I de Sardenya durant una estada a Càller, concretada, després de la seva tornada a Torí, amb la promulgació de les Regie patenti (patents reials) de 13 de juliol d'aquell any.
El nom del cos prové de l'arma inicialment subministrada a cadascun dels membres: la carrabina. El membre de l'Arma és anomenat carabiniere; en plural, carabinieri. Literalment es traduiria com a carrabiner(s), però per tradició, i com a estrangerisme explícit que expressa una realitat ben específica, l'habitual és designant-los tot conservant la denominació en italià.
L'element més característic de l'uniforme de carabiniere és la lligadura: un bicorn emplomallat. Mentre que el bicorn caigué en desús universalment al primer quart del segle xix, els carabinieri encara el conserven orgullosament, com a símbol col·lectiu, si bé avui dia exclusivament com a lligadura de l'uniforme de gala. El bicorn emplomallat de carabiniere presenta dos models: el d'oficial (adoptat el 1864), més ornamentat i anomenat feluca (sinònim de bicorno); i el de tropa (poc alterat d'ençà el 1814), designat simplement cappello ('barret'), tot i que popularment es coneix com a lucerna ('lluerna').
Els colors de les plomes del plomall de la lucerna, l'escarlata i el blau, els escollí el 25 de juny de 1833 el rei Carles Albert I de Sardenya. Els carabinieri es van convertir en «Arma» el 8 de maig de 1861, amb què assoliren el rang de les principals armes del Regio Esercito, com ara la infanteria, l'artilleria, la cavalleria; de fet, els carabinieri foren definits com a primera arma de l'exèrcit, es va convertir en «l'arma» per antonomàsia.
El cos va ser Arma de l'Exèrcit Italià fins a l'any 2000 quan va ser força armada, dependent del Ministeri de la Defensa. Per la funció de policia depèn del Departament de Seguretat Pública del Ministeri de l'Interior italià.
L'any 2014, Itàlia va emetre una moneda commemorativa de 2 € -amb una tirada de 6, 5 milions-, per celebrar el 200 Aniversari de la seva fundació, el disseny va ser reralitzat per l'artista Luciana de Simoni, inspirat a l'escultura Carabinieri nella tormenta o Pattuglia di Carabinieri nella tormenta d'Antonio Berti.

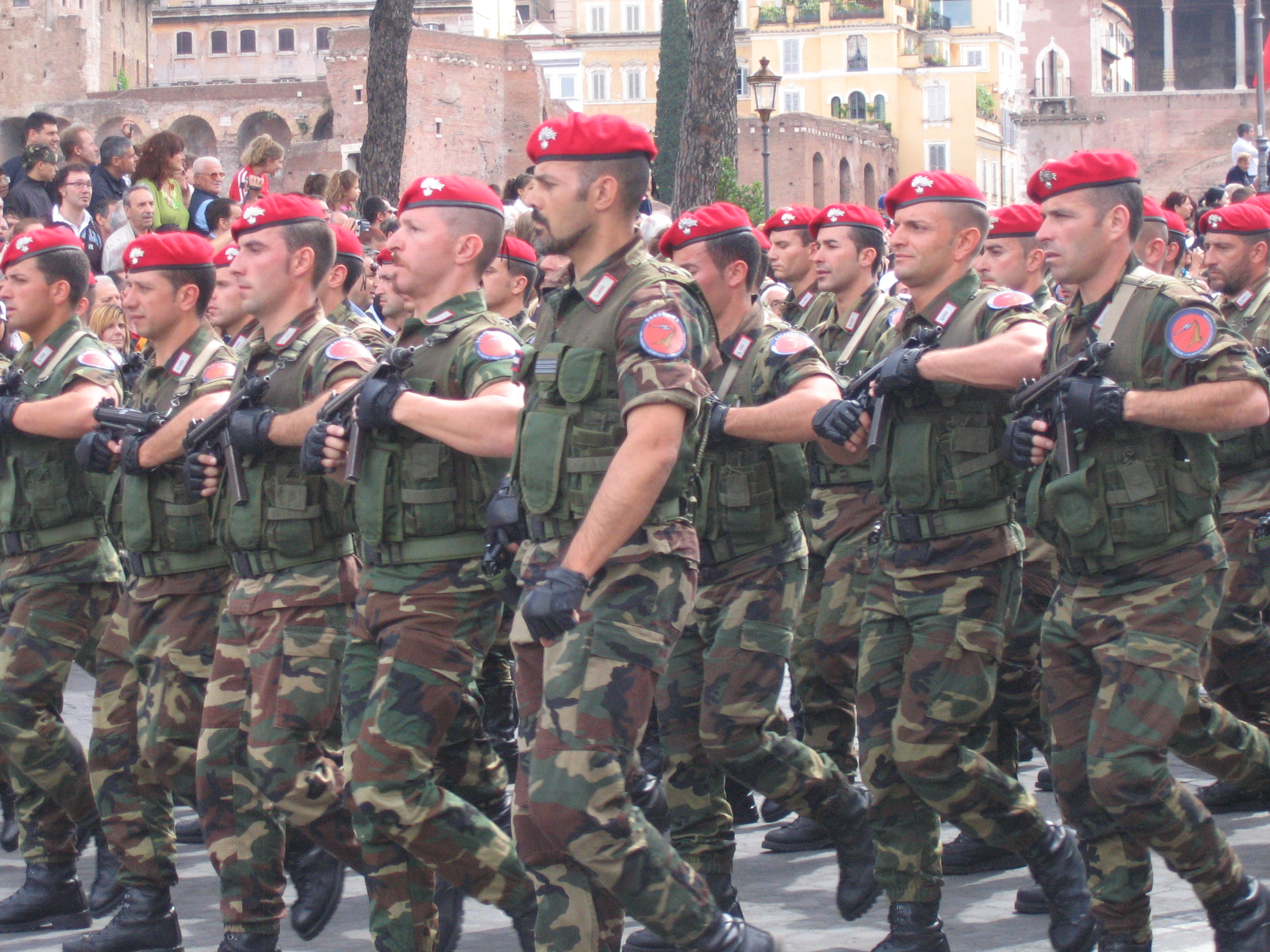
Squadrone Eliportato Carabinieri Cacciatori "Sardegna"
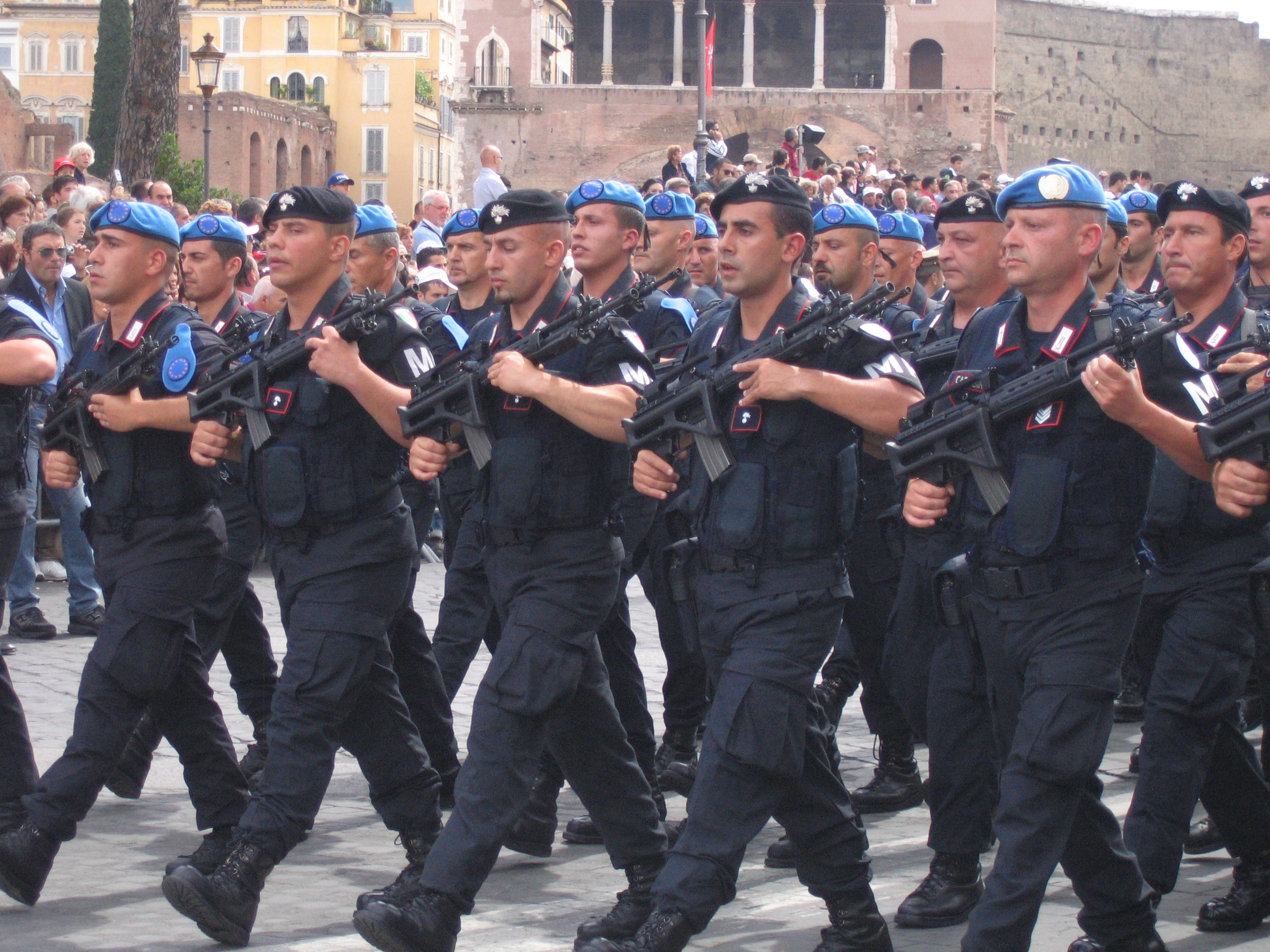
Personale del 13° Rgt CC "F.V.G." in tenuta MSU/MP
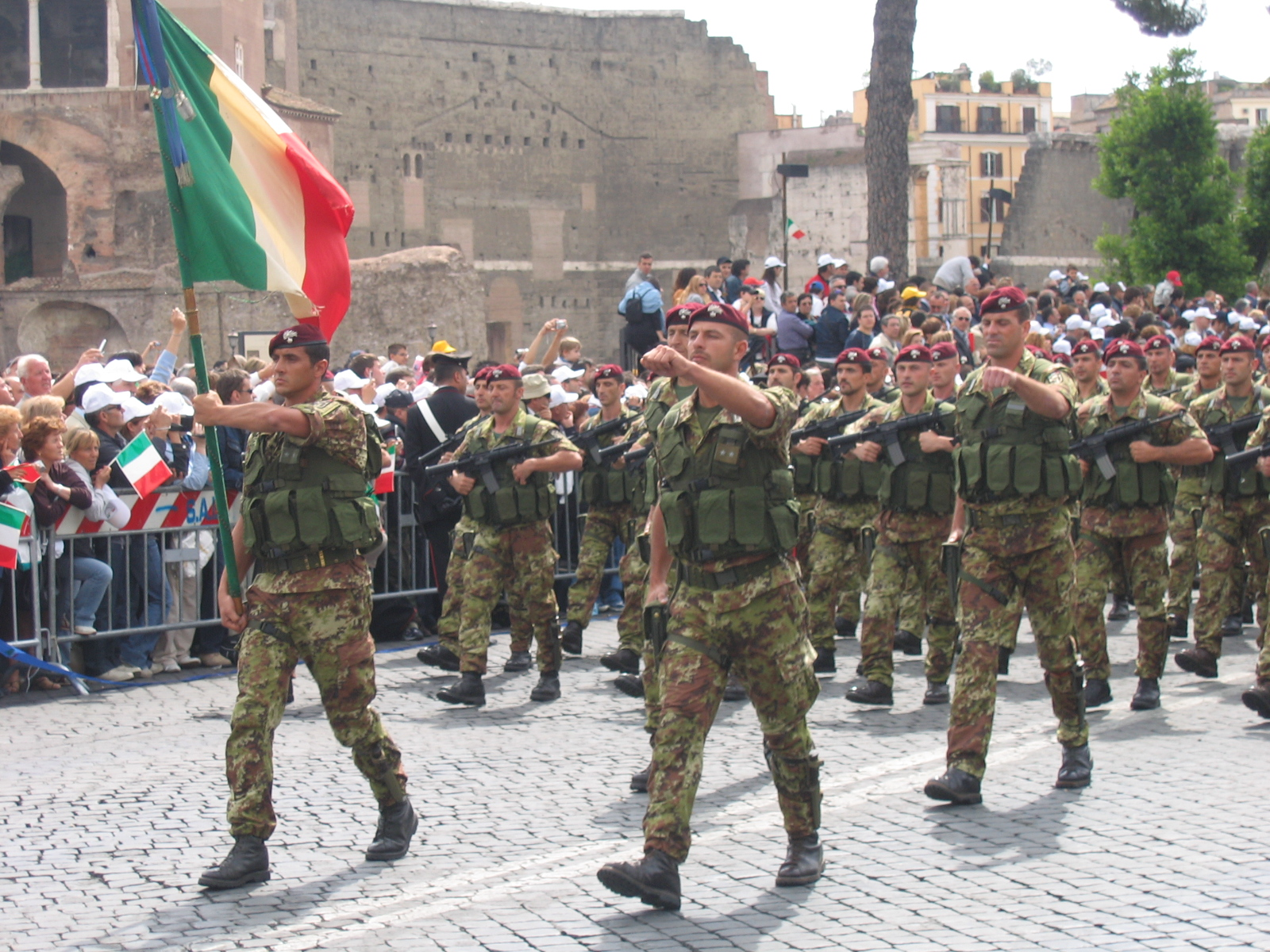
1º Reggimento carabinieri paracadutisti "Tuscania"
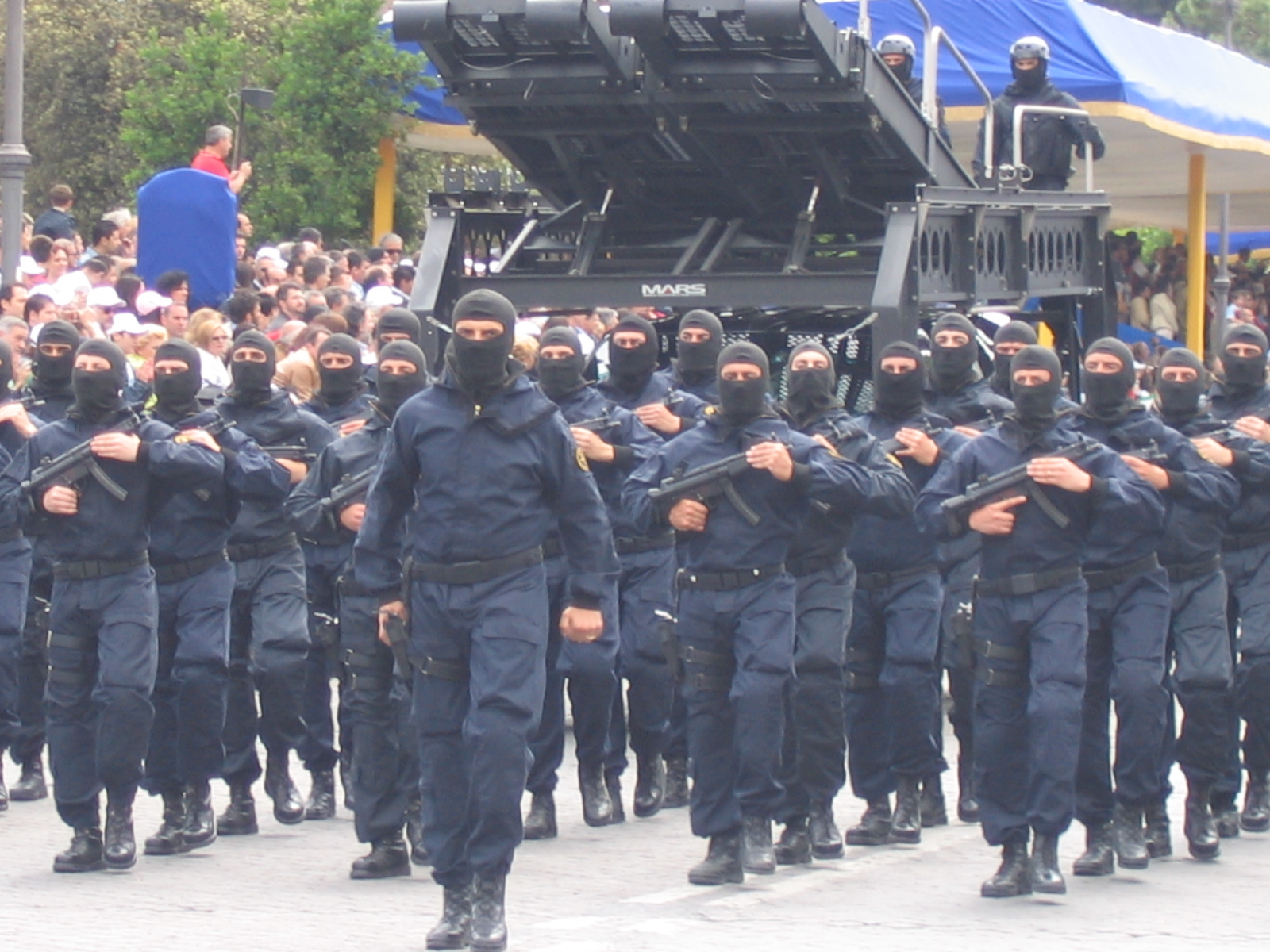
Grup de intervenció especial

## Escalafó militar

### Oficials
| Escalafó militar d'oficials de l'Arma de Carabinieri | Escalafó militar d'oficials de l'Arma de Carabinieri | Escalafó militar d'oficials de l'Arma de Carabinieri | Escalafó militar d'oficials de l'Arma de Carabinieri | Escalafó militar d'oficials de l'Arma de Carabinieri | Escalafó militar d'oficials de l'Arma de Carabinieri | Escalafó militar d'oficials de l'Arma de Carabinieri | Escalafó militar d'oficials de l'Arma de Carabinieri | Escalafó militar d'oficials de l'Arma de Carabinieri | Escalafó militar d'oficials de l'Arma de Carabinieri | Escalafó militar d'oficials de l'Arma de Carabinieri | Escalafó militar d'oficials de l'Arma de Carabinieri |
| Categoria | generals                                             | generals                                             | generals                                             | generals                                             | generals                                             | oficials superiors                                   | oficials superiors                                   | oficials superiors                                   | oficials inferiors                                   | oficials inferiors                                   | oficials inferiors                                   |
| Codi OTAN | OF-8                                                 | OF-8                                                 | OF-8                                                 | OF-7                                                 | OF-6                                                 | OF-5                                                 | OF-4                                                 | OF-3                                                 | OF-2                                                 | oficials subalterns OF-1                             | oficials subalterns OF-1                             |
| --- | ---------------------------------------------------- | ---------------------------------------------------- | ---------------------------------------------------- | ---------------------------------------------------- | ---------------------------------------------------- | ---------------------------------------------------- | ---------------------------------------------------- | ---------------------------------------------------- | ---------------------------------------------------- | ---------------------------------------------------- | ---------------------------------------------------- |
| Divisa |                                                      |                                                      |                                                      |                                                      |                                                      |                                                      |                                                      |                                                      |                                                      |                                                      |                                                      |
| Nom italià | comandante generale dell'Arma¹                       | vicecomandante generale dell'Arma²                   | generale di corpo d'armata                           | generale di divisione                                | generale di brigata                                  | colonnello                                           | tenente colonnello                                   | maggiore                                             | capitano                                             | tenente                                              | sottotenente                                         |
| Traducció català | Comandant General de l'arma                          | Vice-Comandant General de l'Arma                     | General de Cos d'Exèrcit                             | General de Divisió                                   | General de Brigada                                   | Coronel                                              | Tinent Coronel                                       | Mayor                                                | Capità                                               | Tinent                                               | sotstinent                                           |
| Notes: ¹ La funció de comandante generale dell'Arma (comandant general de l'Arma') s'atribueix únicament a un oficial generale di corpo d'armata (general de Cos d'Exèrcit') dels carabinieri. ² La funció de vicecomandante generale dell'Arma (vice-comandant general de l'Arma) s'atribueix únicament a un oficial generale di corpo d'armata (general de Cos d'Exèrcit) dels carrabinieri. |                                                      |                                                      |                                                      |                                                      |                                                      |                                                      |                                                      |                                                      |                                                      |                                                      |                                                      |

### Sotsoficials

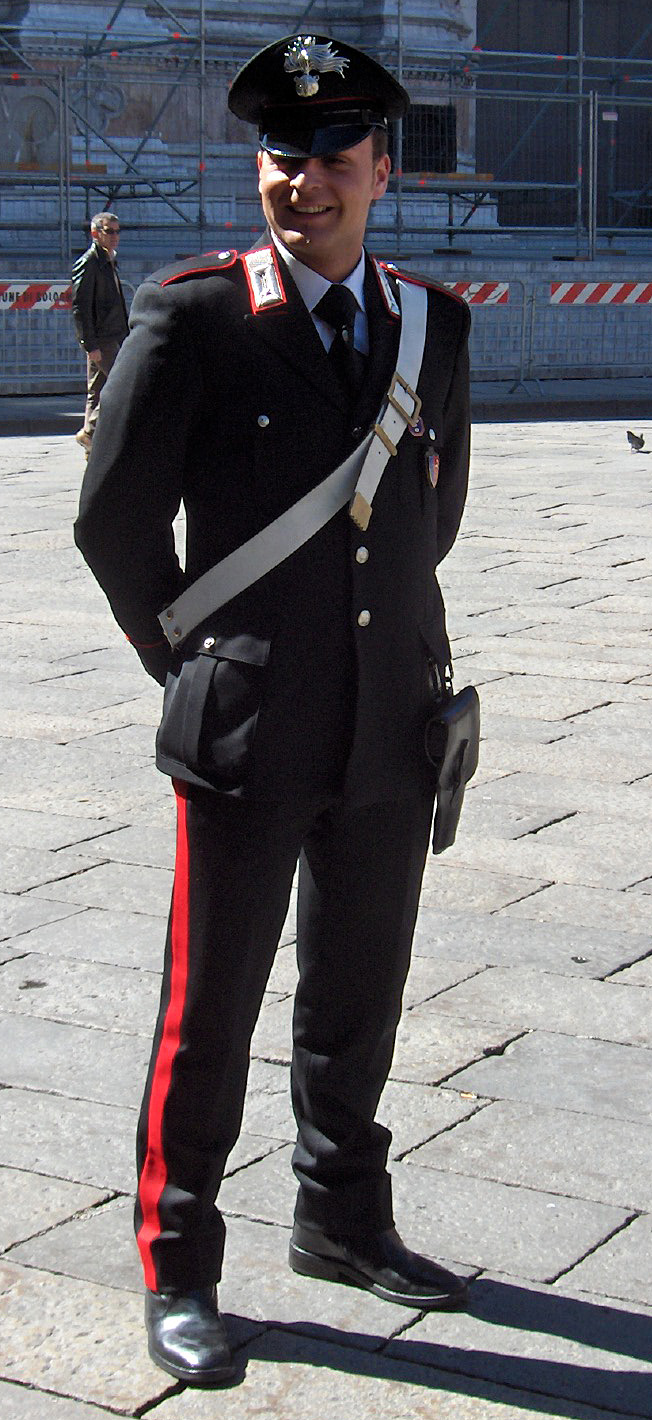
Uniforme d'un carabiniere.

|  |  |  |  |  |  |  |  |  |  |  |  |  |

| appuntato scelto apuntat escollit | appuntato apuntat | carabiniere scelto carabiniere escollit | carabiniere3 carabiniere |